# Robert de Boron
Robert de Boron (Boron, Territori de Belfort, finals del segle xii - principis del segle xiii) va ser un escriptor francès, autor d'un cicle de poemes en versos octosíl·labs sobre la llegenda artúrica que es compon de tres històries: Roman de l'Estoire dou Graal o Joseph d'Arimathie (3514 versos), Merlin (503 versos conservats) i Perceval. El primer d'aquests poemes s'ha conservat; del segon, se'n conserven només alguns fragments; el tercer, només és conegut a través de les prosificacions. Els dos primers van ser també reescrits en prosa. El cicle en prosa és conegut com a Didot-Perceval i va ser escrit entre el 1205 i 1210, mentre que Robert hauria escrit els poemes en vers entre 1183 i 1199.

## Biografia
Es creu que Robert de Boron va ser un clergue o un cavaller; al final del seu poema, indica que està al servei de Gautier de "Mont Belyal", identificat amb Gautier de Montbéliard, senyor de Montfaucon, que va morir a Terra Santa el 1212.

## Obra
La seva obra, basada en les de Chrétien de Troyes i de Wace, marca una evolució del mite del rei Artús, ja que l'autor fusiona la història sagrada amb la llegenda profana del Graal assimilant aquest objecte amb la relíquia cristiana del Sant Calze. Segons la seva versió, la copa que va servir per a celebrar l'eucaristia de l'Últim Sopar va ser utilitzada per a recollir la sang de Crist crucificat. Després, els membres de la família de Josep d'Arimatea es van convertir en els guardians del Graal i Josephus, fill de Josep d'Arimatea, i el seu gendre Bron, el van transportar cap a Bretanya, on va romandre amagat a Avalon fins a l'adveniment d'Artús i Perceval. Robert de Boron també introdueix l'explicació del naixement fantàstic de Merlí en tant que fill d'un dimoni i d'una verge; aquest hauria estat un intent fallit d'engendrar l'anticrist, ja que Merlí és redimit pel cristianisme.